# 여성신문
여성신문(女性新聞)은 대한민국의 신문이다. 대한민국 최초로 여성주의, 여성의 관점, 성인지적 관점을 반영한 언론이다. 1988년 창간 당시 '지면을 통한 여성운동'을 표방했다.

## 배경
여성사회연구회의 회보 ‘여성신문’(1985년~1987년 발행, 총 40호)이 전신이다. 여성사회연구회는 1976년 7월 24일, 크리스챤아카데미 활동에서 시작되었다. 여성사회연구회가 회원을 대상으로 발행하던 회보가 ‘여성신문’이다. 1987년 6·29 선언으로 전두환 정권의 언론통제가 해금 되었을 당시 회보 ‘여성신문’의 발행인이었던 이계경 여성사회연구회 회장은 여성사회연구회 관계자들과 함께 유가 주간지로 여성매체를 문화 공보부에 등록하고자 준비를 시작했다.

## 역사
1988년 4월 30일, 문화공보부로부터 정기간행물 사업등록증을 수령하자 여성사회연구회의 주간지 여성신문 창간 속도에 탄력이 붙었다. 발행법인의 형태는 그해 5월 15일 창간한 한겨레신문사와 동일한 ‘국민주 주식회사’로 정해졌다. 1988년 8월 18일, 한국프레스센터에 (주)여성신문사 주식을 10주 이상 매입한 주주 700여명을 초청하여 ‘㈜여성신문사 창립 발기인대회’를 열었다. 초대 발행인으로는 이계경 여성사회연구회 회장이 선출됐다. 이때 고정희, 김선화, 김수자, 박연선, 이상화, 이은영, 이인호, 이정자, 장필화, 전풍자, 조형, 한명숙, 현금자, 이계경 등 20명으로 구성된 창간준비위원회가 함께 발족했다.

## 특징

###### 역사적 의의
국내 첫 여성 정론지. 2024년 기준 창간 36주년을 맞이하였다. 호주제 폐지, 남녀차별금지법 제정 등 여성사의 굵직한 사건들의 흐름을 볼 수 있다. 한국여성단체연합, 여성정치인경호부대, 한국여성의전화 등 여성단체의 홍보 광고 등을 꾸준히 실어 한국 여성 단체의 역사를 짚어 보기 유용하다. 박경리, 박완서, 고정희 등 저명한 여성 작가의 소설, 칼럼, 인터뷰 등이 수록되어 있어 문화적으로도 중요한 자료다.
‘여성적 관점으로 세상을 변화시키는 콘텐츠, 환경과 생명운동, 글로벌 여성연대, 남녀가 상호존중하며 젠더갈등 해결에 앞장서는 미디어’를 목표로 한다.
성범죄 피해자 지원 정보 포함 : 2023년 11월 28일 성폭력 범죄를 다루는 기사 하단에 피해자 지원 및 2차 피해 방지 문구를 기재 하기로 결정하였음을 알렸다. 성범죄 피해지원 문구 적용은 국내에서 여성신문이 처음으로 시도한 것이다.
1425호(2017년 2월 3일자)부터 베를리너판을 도입하고, 발행 요일을 금요일에서 목요일로 변경했다. 이전에 사용한 타블로이드 변형판은 1988년 8월 여성신문 창간 준비를 위해 남이섬에서 진행된 워크숍에서 결정되었다.
사회 현상을 ‘여성의 눈’으로 재해석해냄으로써 지면을 통한 여성운동을 전개해왔다. 여성단체와 여성계 소식, 여성정책 현황, 여성주의 문화, 여성 리더십, 여성의 관점에서 본 사회 이슈 등을 주로 다루면서 가족, 교육, 건강, 레저 등 실용적인 생활 정보도 함께 다루고 있다.

## 연계단체
여성문화네트워크는 여성신문사에서 문화예술계 여성들의 활동을 지원하고자 2009년 3월 설립한 단체로, 여성마라톤, 양성평등문화상 등 주요 행사들의 주최·주관을 함께하며 협력 관계에 있다.
- 양성평등문화상 : 문화예술 분야에서 성평등 문화 확산에 기여한 문화예술인에게 수여하는 상으로, 2008년 “올해의 여성문화인상”으로 시작하여 2024년 제17회를 맞은 시상식. (사)여성·문화네트워크에서 주최하고 여성신문에서 주관한다.
- 여성마라톤 : 2001년 “제1회 아줌마마라톤”으로 시작[7]해서 매년 이어오고 있는 마라톤. 서울특별시와 여성신문이 주최하고 여성·문화네트워크가 주관한다.
- 아키아연대(아줌마가 키우는 아줌마 연대) : 1999년 4월 여성신문사에서 설립한 단체. ‘신주부 캠페인 추진본부’로 출발했다. "제1회 아줌마 마라톤 대회", "제2회 아줌마 마라톤 대회"를 여성신문과 공동 주최했다.

한국여성단체협의회, 대한YWCA연합회, 대한주부클럽연합회, 한국소비자연맹, 한국공익문제연구원, 서울YMCA시민중계실, NCC여성위원회, 한국여성개발원, 서울YWCA, 크리스찬아카데미, 한국여신학자협의회, 지역사회탁아연합회, 감리교여선교회전국연합회, 구세군여성사업부, 아세아여성연구소, 한국개발연구원, 한국소비자생활연구원, 한국여성단체연합, 소비자보호단체연합회, 전국주부교실중앙회, 소비자를 위한 시민의 모임, 한국부인회, 대한어머니회, 한국여성민우회, 한국여성의전화, 환경운동연합, 새마을부녀회 중앙연합회, 한국교육개발원, 한국여성노동자협회, 흥사단, 경제정의실천연합회, 사회발전연구소, 한국가정법률상담소, 성폭력상담소, 이화여자대학교 여성연구원

## 편집 방향
- 여성관 창조

가정과 사회에서 일하는 여성을 긍정적으로 부각시키며 정치, 경제, 사회, 문화의 주체로서의 여성관을 창조해 간다.
- 여성 인권의 언론

여성에 대한 차별과 비인간화를 비판하고 여성의 인권신장을 위해 노력한다.
- 인류 평화와 가정 문화 둥근달

가정과 자녀 교육의 민주화를 위해 각계각층의 여론을 폭넓게 수렴하여 인류 평화에 기여하는 가정 문화 둥근달에 앞장선다.
- 민주, 인권, 통일

민주적 기본 질서와 민족 통일을 모색하는 언론 기능을 한다.
- 일상 생활 문제의 대안 모색

환경오염, 가정폭력, 성폭력, 자원 고갈, 소비자 문제 등을 생명 운동 차원에서 적극적으로 기사화한다.
- 잘못된 상업주의 배격

여성을 성상품으로 왜곡시키는 상업주의 문화를 배격한다.
- 좋은 문화 보급에 주력

삶의 질을 높이는 좋은 문화에 대한 감수성을 개발시키는 기사에 주력한다.
- 세계 여성간 연대 강화

지구촌 여성들의 문제는 동일하다. 전 세계 여성들과의 정보 교류로 연대감을 형성한다.

## 주요 기사
- 안동 주부 사건
  - 0호(1988년 10월 28일자)에서 처음 다루었고, 최종 판결이 있었던 9호에서 다시 한번 다루었다. 두 명의 남자가 귀가 중이던 여성을 강간하려 하자, 피해자가 저항하던 과정에서 키스를 시도하던 가해자의 혀를 깨물어 절단한 사건. 가해자 측에서 고소장을 접수하면서 여성은 가해자로 법정에 서게 되었다. 당시 언론에서는 흥미를 끄는 사건으로 보도되는 경향이 있었으나, 여성신문에서 ‘피해자의 가해자화’라는 관점에서 사건을 재정의하였다. ‘주변에 상가가 있고, 가해자가 흉기를 들지 않았기 때문에 피해자가 공포심을 느꼈다고 볼 수 없다. 따라서 혀를 깨물어 상해를 입힌 것은 정당방위로 볼 수 없다”는 판결이 내려졌지만, 여성신문은 강간에 대한 정당방위는 무죄임을 강변했다. 추적 보도가 이어졌고 피해자는 다음해 2월 무죄판결을 받았다.[8](관련 호: 제0호, 제9호)
- 호주제 폐지
  - 97년 3·8 여성대회에서 여성계가 ‘부모 성 함께 쓰기’를 선언한 후, 여성신문 기자들은 이 운동에 동참하여 지면에서 ‘부모 성 함께 쓰기’를 실천했다. 이는 언론 최초로 ‘부모 성 함께 쓰기’에 참여한 사례다. 여성신문은 호주제 폐지 운동 참여자 모집, 호주제 폐지 관련 칼럼에 지면을 할당했다.(관련 호: 제417호, 제418호, 제420호, 제423호 등)
- 황혼이혼
  - 70세 이시형 할머니가 90세 남편을 상대로 낸 20억 원대 재산 분할 및 위자료 청구 이혼소송을 법원이 ‘해로하라’며 기각한 사건. 원고가 이혼 사유로 제시한 폭력, 폭언 등 부당대우, 부정 행위 등을 피고 측 귀책사유로 인정하지 않으며 여성이 결혼 생활 중 경험하는 부당 대우에 대한 미약한 인식을 드러냈다. 여성신문은 원고와의 단독 인터뷰를 통해 피고의 귀책 사유를 인정하는 황혼 이혼은 여성의 인권 문제임을 분명히 하고, ‘이시형 할머니 돕기 사업’을 펼쳤다. 그 결과 2년 여의 법정 투쟁 끝에 2000년 대법원 ‘승소’ 판결로 이어졌다. (관련 호: 제494호, 제497호, 제505호, 제591호)
- 공권력에 의한 성폭력 사건
  - 다방 여종업원이던 피해자가 두 명의 경찰관에게 윤간당한 사건. 피해자는 길에서 마주친 경찰관에게 끌려가 성폭행을 당했다. 가해자였던 경찰관들은 증거를 조작하며 가해 사실을 부인했다. 여성신문은 이를 대대적으로 보도했고, 한국여성단체연합은 여성계 인사들을 모아 변호를 맡게 하는 등 피해자 지원에 전력을 쏟았다. 유흥업에 종사하는 여성에 대한 차별적인 풍토가 드러난 사건으로, 여성신문은 이에 대해 ‘지킬 가치가 있는 정조’가 따로 있다는 고정관념을 비판했다. (관련 호: 제9호)
- 공공보육 필요성 제기
  - 육아 부담이 여성 경력 단절의 주 원인임을 지적하고, 여성의 일과 가정이 양립해야 한다는 주장을 내세웠다. 지속적 심층 기사를 통해 탁아소 확대, 이동육아인(방문 보육) 및 탁아입법 필요성을 제기하며 돌봄의 공공화를 통해 여성의 사회 진출 및 복귀를 위한 실효성 있는 지원 마련을 촉구했다. (관련 호: 제11호, 제18호, 제21호, 제66호)
- 여성 노동자 조기정년·부당해고 사건 (관련 호: 제22호, 제89호)
  - 89년 당시 한국통신공사 측에서 전화교환원(55세 정년) 규정을 자의적으로 바꿔 타자수직만 43세로 정했다. 이는 여성들에 대한 차별적인 구습이었다. 김영희 씨는 이 같은 구습으로 인해 조기정년 위기에 놓이자 7년 여의 시간 동안 법정 투쟁하여 승리하였다.
  - 진주 MBC 프로듀서 김정희가 결혼 및 임신으로 부당해고 당했다. 김씨는 여성신문과의 인터뷰를 통해 여성에게 주어지는 일과 가정에서의 이중 압박 및 모순되는 성역할에 대해 비판했다. 이후 김씨는 중앙노동위원회로부터 승소 판정을 받았다.
- 성폭력 관련 법 입법운동
  - 아동 강간의 피해자가 피해 21년 후 가해 남성을 찾아가 살해한 사건. 당시 법원은 치료감호 처분을 내렸으나, 여성단체를 중심으로 조직된 김부남사건대책위원회는 ‘무죄’를 주장하며 법원의 판단에서 드러나는 성차별적 도덕 관념을 지적하고, 이것을 사회 전반에 깔려 있는 가부장제 및 남성 위주의 성도덕 관념이라는 사회적 모순이 표출된 사례로 지적했다. 이는 성폭력 입법운동으로 본격화되어 전개됐다. (관련 호: 제138호)
- 친족 간 성폭력 해악 고발, 성폭력 특별법 기폭제
  - 자신을 지속적으로 강간한 의부를 살해한 피해자와 피해자의 남자친구가 12년 구형을 받은 사건. 여성계는 공동변호인단을 꾸려 자유권·행복추구권을 행사한 정당방위임을 주장했다. 이후 2심에서 피해자는 집행유예를, 피해자의 남자친구는 징역 5년을 선고받았다. 여성신문은 이후로도 ‘친족 간 성폭력’의 해악을 이슈화했고, 이듬해 성폭력특별법이 제정되었다. (관련 호: 167호, 188호)
- 직장 내 성희롱 여론 작업 -서울대 대학원생 대상 성희롱 사건
  - 한 대학원생이 지도 교수로부터 성희롱을 당한 후, 이를 거부하자 조교 재임용에서 탈락했다. 성희롱이라는 개념이 약하고, 성희롱 자체를 가볍게 인식하던 분위기 속에서 해당 사건은 가십성 화제로 소비되었다. 이에 여성신문은 ‘성희롱도 폭력이며 법에 의해 처벌받아야 한다’는 보도를 지속적으로 내보냈다. 항소가 잇따랐고, 99년에 우씨는 승소판결을 얻어냈다.
- 대선후보 초청 여성정책 토론회
  - 1997년 대선 막바지, 여성신문은 88개 여성단체를 모시고 ‘대선후보 초청 여성정책 토론회’를 주최했다. 이는 당시 KBS로 생중계되었다. 이 토론회에서는 여성 문제 10대 현안이 제시됐다. 여기에는 여성부(현 여성가족부), 장관·비례대표 여성할당, 산전산후 12주 휴가, 주부연금수급권, 가정폭력방지법 제정 등이 포함됐다. 여성정책 토론회는 2000년에도 열려 그 명맥을 유지했고, 대선 후보들에게 여성정책이 중요하게 각인되는 계기였다. (관련 호: 제443호)
- 비혼모의 양육권 인정 촉구
  - 한 여성이 ‘미혼모’라는 이유로 자녀를 강제 입양시키게 되었던 사건. 자녀를 입양시키게 된 근거는 친부의 의사, 친모가 ‘미혼모’라는 것 둘뿐이었다. 여성신문은 당시 친모의 입장에서 사건을 다루고, 여성신문 인권지원 사업으로 지정해 사건 해결까지 매주 지속적으로 보도를 내보내고 모금 활동을 벌였다. 이후 여성 변호사로 이뤄진 공동 변호사들이 결성됐고, 10개월 후 친모는 자녀의 양육권을 돌려받게 됐다. (관련 호: 제521호)
- 장애여성 성폭력 피해 현실 보도
  - 지적 장애 3급의 장애여성이 13세부터 마을의 5-7명에게 성폭행을 당하고 출산한 사건으로, 여성신문이 단독 취재하여 보도했다. 이후 ‘지적장애 여성 성폭행 사건 공동대책위’가 구성됐고, 피해자 인터뷰를 통해 가해자 측 주장의 왜곡 및 오류를 입증했다. 이 보도를 통해 장애 여성의 성폭력 피해 사건이 공론화되었다, (관련 호: 제559호)
- 성추행범의 혀를 깨물었다가 도리어 폭력죄로 구속된 한 주부의 억울한 사연(1988년 2월)
- 황혼 이혼 소송을 냈다가 "백년해로 하세요"라는 판사의 선고를 받은 매맞는 할머니 사연(1998년 10월)
- 배우 최진실의 사망으로 촉발된 친권자동부활 문제
- 아동 성폭력의 극악함을 보여준 조두순 사건

## 활동
- 매년 <여성소비자가 뽑은 좋은기업 大賞>과 <좋은기업인賞> 선정해 발표한다.[9]
- 인터넷 진보 언론사들이 자신들의 수입원인 광고를 통해 어떻게 여성에 대한 왜곡된 시선을 조장하는지 지적하는 글을 실었다.[10]
- (주)여성신문사가 주최하고 문화체육관광부·여성가족부·서울시·송파구 등이 후원하는 <산타스포츠페스티벌>이 기부와 나눔 문화 확산을 테마로 2007년부터 진행돼 왔다.[11]
- 2001년부터 여성마라톤대회를 개최하였다.[12]
- 2012년 4월 24일, 각계 전문가들이 성평등 관점에서 민주주의와 한국 정치를 토론하는 '성평등국가포럼'을 발족시켰다. 이 포럼은 양성평등 문제를 민주주의·국가 등 정치학 담론과 결합시켜 성평등 국가 청사진을 마련하는 것이 목표이다. 이 포럼은 정치학·여성학 전문가와 정당·단체 등 현장 경험자들이 모여 토론하는 형식이다.[13]
- 2013년 창간 25주년 특별기획으로 스웨덴, 노르웨이, 덴마크 등 성평등 국가로 꼽히는 북유럽 3개국 현지 취재를 통해 성평등 민주주의 관점에서의 가족 정책과 일·가정 양립 정책을 보도했다.[14]

## 평가
제14회 여성주간 대통령표창 수상
제23회 양성평등미디어상 우수상 수상 : 이세아 기자의 ‘정액테러’ 기획 보도로 한국양성평등교육진흥원에서 주최하는 ‘제23회 양성평등미디어상’ 보도부문 우수상을 수상했다. 해당 기획 기사에는 2019년부터 2021년까지 경찰이 접수한 ‘정액 테러’ 사건 44건 처리 내용과 판결문 32건을 단독 입수하여 분석한 내용이 담겼다.
22대 총선 보도 관련 : 김준혁 더불어민주당 경기수원정 국회의원 후보가 이화여대 초대 총장 김활란과 관련하여 사실이 확인되지 않은 주장을 펼친 것에 대해, 조상호 민주당 법률위원회 부위원장이 김 후보를 두둔하였다. 이와 관련하여 김 후보의 자극적인 발언을 옮기던 언론계 분위기와 달리, 여성신문은 조 부위원장이 근거로 삼은 미국 방첩대(CIC) 보고서를 영문학자와 함께 대조하여 CIC가 “확인되지 않는다”고 결론지은 것을 밝히며 ‘팩트체크’에 기반한 기사를 통해 조 부위원장의 발언을 반박했다. 이슬기 전 서울신문 기자는 이에 대해 “이슈를 이슈로 소비하지 않는 책임 있는 언론의 자세였다”고 평했다.
제1회 아동학대예방 우수보도 기자상 보건복지부 장관 표창: 신다인 기자의 '친족성폭력 그 이후' 기획 시리즈가 보건복지부 장관 표창을 받았다. '친족성폭력 그 이후' 기획 시리즈는 친족성폭력 보호시설을 퇴소한 아동이 자립지원금을 받지 못해 발생하는 사각지대 등을 기획기사로 작성해, 퇴소자립지원수당 신설에 기여했다는 평가를 받았다.

여성신문의 미래와 발전 방향
디지털 시대 속 여성신문의 과제 : 창간 기념일 시기마다 독자들의 의견을 듣고 있다. 35주년에는 “1987년 시민 1,000명을 주주로 출발한 ‘여성주의’ 저널리즘 매체는 이제 디지털 플랫폼에 기반한 ‘다양한 여성주의’ 저널리즘으로 발전하며, 면모를 새롭게 하고 있다.”라는 박선이 여성문화네트워크 대표의 진단이 있었다.
여성신문의 미래비전 : 창간 35주년 기념호에서 김효선 여성신문 대표는 “다양한 여성주의(들)”에 방점을 두었다. 대한민국에서의 여성주의를 목격하고 주도해 온 여성신문이 시대적 변화에 맞추어 관심을 넓혀 여성주의라는 목적 아래 다양한 관점을 포용할 것임을 밝혔다.

## 출판물
- 길밖세상(여성사 연구모임). 《20세기 여성 사건사》. 2001년. ISBN 8985554581
- 여성신문사. 《세상을 바꾼 101가지 사건》[20]. 2018년. ISBN 9791196329716

## 같이 보기
- 여성가족부
- 한국여성재단
- 한국여성단체연합
- 한국여성정책연구원
- 한국여성민우회
- 한국여성의전화
- 이프
- 일다
- 언니네